# Luteranizam
Luteranizam je grana protestantizma koje se zasniva na učenju njemačkog redovnika, teologa i reformatora iz 16. stoljeća Martina Luthera. Reakcije vlasti i Katoličke crkve na međunarodno širenje Lutherovih 95 teza su dovele do druge podjele kršćanstva nakon 1054. godine.

## Povijest
Lutherovi pokušaji reforme teologije i crkvene prakse doveli su do protestantske reformacije prvenstveno na teritorijima njemačkog govornog područja Svetog Rimskog Carstva. Počevši s Devedeset pet teza, objavljenih 1517. godine, Lutherova djela su se proširila po inozemstvu čime je započelo širenje rane ideje reformacije koja je bila izvan kontrole Rimske kurije i cara Svetog Rimskog Carstva. Razdor između luterana i katolika postao je evidentan objavom Wormskog edikta 1521. kojim je osuđen Lutherov nauk te zabranjeno građanima Svetog Rimskog Carstva braniti ili propagirati ga za što je bila predviđena kazna konfiskacije cjelokupne imovine, čija bi jedna polovina pripala caru, a druga tužitelju. Razdor se prvenstveno bazirao na nesuglasiju oko pravog izvora autoriteta u crkvi (formalni princip reformacije) te nauke o opravdanju (materijalni princip reformacije). Luteranizam je priznat kao institucionalizirana religija u Svetom Rimskom Carstvu Mirom u Augsburgu (1555.), kojim je ustanovljeno načelo cuius regio, odnosno mogućnost građana carstva da prakticiraju ili katoličku ili luteransku vjeru (uz isključenje bilo koje druge) i to ako se ista podudara s onom kneževa čijoj su vlasti podvrgnuti, uz mogućnost odabira dobrovoljnog izgnanstva.

## Doktrina
Luteranizam zagovara doktrinu opravdanja "samo po milosti kroz vjeru i na temelju Svetog pisma", uzimajući Sveto pismo kao konačni autoritet u svim pitanjima vjere. Ovakav nauk je u direktnoj suprotnosti s naukom Katoličke Crkve, definiranim na Tridentskom saboru, koji kaže da autoritet u pitanjima vjere dolazi iz pisane Božje objave (Sveto pismo), ali i usmene kršćanske predaje (Tradicija). 
Nadalje, luteranizam prihvaća zaključke isključivo prva četiri ekumenska sabora koji su održani prije 1054. godine kada je kršćanska crkva još uvijek bila jedinstvena. Poput drugih kršćana, Luterani vjeruju u Sveto Trojstvo, da je Isus Krist Bog i čovjek, da su svi ljudi grešni od vremena Adama i Eve te da su ljudi spašeni Isusovom mučeničkom smrću na križu. 
Središnja ideja luteranizma je vjerovanje da su ljudi spašeni milošću po vjeri zbog Isusa Krista. 
Glavne točke luteranske teologije su sažete 1530. u djelu Philipa Melanchthona pod nazivom Augsburška konfesija (lat. Confessio Augustana). 
Za razliku od Kalvinista, Luterani su zadržali mnoge liturgijske prakse i sakramentalna učenja predreformirane Crkve, s posebnim naglaskom na euharistiju. Luteranska teologija se u svom nauku razilazi od kalvinističke i po pitanjima kristologije, svrhe Božjeg zakona, božanske milosti, koncepta svetih i predodređenosti.

## Luteranizam danas
Luteranizam je danas sa svojih 80 milijuna sljedbenika treća najveća protestanska denominacija svijeta. Luteranska svjetska federacija, najveća unija luteranskih crkava, predstavlja više od 72 milijuna vjernika. Ostale luteranske organizacije uključuju Međunarodno luteransko vijeće, Konfesionalnu evanđeosku luteransku konferenciju te mnoge neovisne crkve. 
Luteranizam je službena državna religija u:
- Norveškoj,
- Danskoj,
- Islandu,
- Grenlandu i
- Ovčjim otocima.

Također, Finska nacionalna crkva pripada luteranskoj denominaciji.

## Glavna ideje luteranstva
- Dogme, koje su proglašene od Pape i Crkvenog Koncila nisu obvezujuće. Treba se živjeti prema zakonima Biblije (sola Scriptura).
- Glava Crkve (tj. zajednica vjernika) nije Papa, nego Isus Krist (solus Christus).
- Za spasenje nije potrebno raditi prema propisima Crkve, nego vjerovati (sola fide).
- Odrešenje dodjeljuje samo Bog (sola gratia).
- Postoje samo dva sakramenata, koje je postavio Krist: Krštenje i sveta večera (euharistija). Luterani smatraju da su ostali katolički sakrament izmišljeni kasnije.
- Treba razmotriti Deset Božji zapovjedi u svom izvornom obliku, uključujući zapovjed "Ne imaj drugih bogova " itd. Obožavanje svetaca i slika (ikona) i anđela (Izlazak 25,18) je neprikladno.
- Marija se poštuje kao Isusova majka ali ju je neprimjereno častiti.
- Celibat je pravilo Pape ali ne i Isusa i stoga se ne može uzeti u obzir pravilo Pape.

## Luteranski protestantizam u Republici Hrvatskoj
Slijedom povijesnih veza prostora današnje RH i ostavštvine Austro-ugarske monarhije luteranski protenstatizam je zastupljen uglavnom na području Slavonije, Međimurja, Hrvatskog zagorja, Zagreba te Istre. Područje Sjeverne Hrvatske je svoju poveznicu s luteranskim protestatizmom našlo kroz povijesni utjecaj Austro-ugarske monarhije te naseljavanje Nijemaca, Čeha, Slovaka, Mađara, Slovenaca i drugih koji su svoju vjeroispovijest donijeli sa sobom naseljavajući se na prostoru današnje RH. Istarski luterani svoju poveznicu duguju jakom utjecaju Venecije.
Najveći gubitak u broju vjernika luteranske vjeroispovjesti nastaje krajem Drugog svjetskog rata kada velika većina Nijemaca nestaje s područja na kojima su stoljećima živjeli naročito u Slavoniji. U to vrijeme eksproprijacije i nacionalizacije imovine, ponajviše zbog Nijemaca koji su se potom morali iseliti u druge slobodne zemlje. Preostali luterani postaju žrtve asimilacije uz izrazito smanjenje broja.
Na području RH evangeličke crkvene općine su ujedinjene u Sinodu. Crkvom upravlja Sinodalno vijeće. Biskup je predstavnik crkve. Na međunarodnoj razini Evangelička crkva u Republici Hrvatskoj je dio Svjetskog luteranskog saveza sa sjedištem u Ženevi.